# Atila Turan
Atila Turan (Cheny, 10 aprile 1992) è un calciatore francese naturalizzato turco, difensore del Çorum.

## Caratteristiche tecniche
È un terzino sinistro.

## Carriera

### Club
Ha giocato nella prima divisione dei campionati portoghese, turco e francese.

### Nazionale
Ha giocato numerose partite con le varie nazionali giovanili francesi per poi scegliere di rappresentare la Turchia, Paese che ha rappresentato a livello di Under-21.
Nel 2017 ha giocato 2 partite nella nazionale maggiore turca.